# Breguła
Breguła – przysiółek wsi Grodzisko w Polsce położony w województwie opolskim, w powiecie strzeleckim, w gminie Strzelce Opolskie.